# Parafia św. Katarzyny w Tykadłowie
Parafia Świętej Katarzyny w Tykadłowie – parafia rzymskokatolicka, znajdująca się w diecezji kaliskiej, w dekanacie Stawiszyn.